# オランジーナ

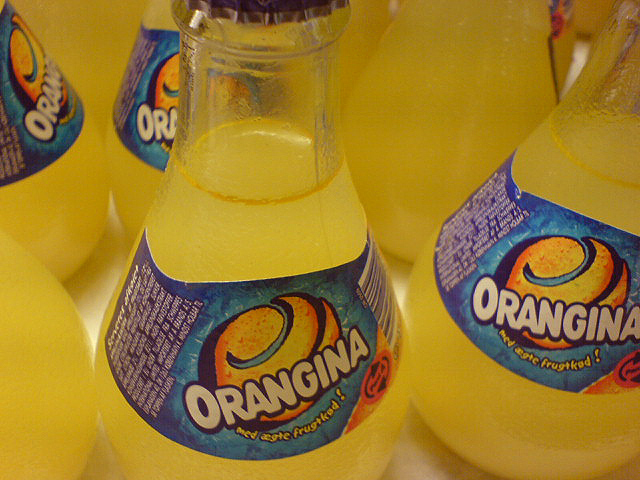
オランジーナのガラス瓶

オランジーナ（Orangina、オレンジーナ）は、フランスの柑橘系炭酸飲料ブランドである。フランスではコカ・コーラを凌ぐ人気で国民的な清涼飲料水である。炭酸飲料であるが、ボトルを開ける前に軽く振ってから飲む。
同社の公表によれば、炭酸水とオレンジ10%、レモン・グレープフルーツ・ミカン計2%の合計12%以上の柑橘系果汁ブレンドと2%の食用果肉を成分とする。

## 歴史
フランス系アルジェリア人のLeon Betonが1936年にアルジェリアで発売。戦後フランス本土で広まり後々に国民的な飲料品となる。1962年、アルジェリア独立によってフランスに引き揚げたBetonがオランジーナ社を設立し、1995年にはオランジーナ・ルージュという姉妹製品も発売された。
オランジーナ社は2009年、サントリーによって買収された。

## 日本仕様
日本では輸入食材を扱う食料品店などで販売されていたが、2012年3月27日より、日本仕様のオランジーナをサントリー食品インターナショナルが製造、サントリーフーズを通じて販売が開始された。海外のサントリーグループが展開するブランドを日本で発売するのは初めてである。なお、この日本仕様のオランジーナはフランスのものとは原材料やボトルの形状が異なる（果実や炭酸量が減らされている）。
発売初年度は当初の販売目標として200万ケースが設定されていたが、発売開始1ヶ月で達成。予想を大きく上回る販売を記録したため生産体制を強化したことで、3ヶ月後には当初目標の2倍にあたる400万ケースを突破し、2012年7月に販売目標を当初の4倍にあたる800万ケースに上方修正するほどの大ヒットとなった。2012年の販売実績は当初目標の4.5倍にあたる900万ケースとなり、発売から1年足らずで同社の果汁入り炭酸飲料を代表するブランドとなった。
日本仕様は当初、280ml缶と420mlペットボトルの2サイズ展開だったが、2013年4月に小容量サイズの160ml缶を、同年5月には主に飲食店などに向けた230ml瓶を、2014年4月には大容量の1.2Lペットボトルを追加して5サイズとなる。なお、420mlペットボトルは1.2Lペットボトルの発売と同時にパッケージリニューアルし、発売当初から設定されていた280ml缶は2014年4月に希望小売価格を据え置いたままで内容量を340mlに増量するリニューアルを行った。
2015年3月31日には、姉妹商品としてレモン果汁を使用した「レモンジーナ」を発売した。こちらはフランスで飲まれるレモン飲料であるシトロネード（レモネードの一種）を参考に、レモンピールやグレープフルーツ・オレンジなどをブレンドしている。ところが、レモンジーナは当初2015年の1年間で100万ケースを販売する予定だったのが、発売を開始した3月31日からの2日間で125万ケースを出荷するなど予想以上の売れ行きを見せたため、「商品の安定供給が難しい」として4月2日に一時販売を休止した。その後、同年4月下旬から420ml入りを段階的に販売を再開し、供給体制が整ったことで同年5月26日に420ml入りの通常出荷の再開を発表した。なお、発売当初から設定していた1.2L入りについては420ml入りの出荷を優先させるため、販売再開時は未定であったが、後に販売を再開した。
2015年11月27日には初の季節限定商品として「オランジーナ カシス&オレンジ」がセブンイレブンやイトーヨーカドー等のセブン&アイ・ホールディングス各店限定で発売された。
2016年3月29日には、シチリア産ブラッドオレンジ果汁に、オレンジ・レモン・グレープフルーツをブレンドし、スパイスの香りを効かせた「ブラッドオランジーナ」を発売。翌週には自動販売機限定製品として、通常の「オランジーナ」の2倍となる果汁24%を使用した190ml缶入り「オランジーナ 贅沢ビターオレンジ」を発売した。同年5月24日には「レモンジーナ」を全面刷新し、ハチミツを新たに加えて「ハニーレモンジーナ」に改名してリニューアル発売するとともに、「オランジーナ」のペットボトル（420ml、1.2L）はメタリックブルーのラベルにグラデーションを加えるパッケージリニューアルを行い同日発売された。同年11月8日には、「オランジーナ」をベースに欧州産のストロベリーとカシス果汁を加えた数量限定品「オランジーナ ホリデーミックス ウィズベリー」を発売した。
2017年3月28日に「オランジーナ」をリニューアル。パッケージデザインの変更に加え、日本での発売以来初めて中味の変更も行われた。同時に、「ブラッドオランジーナ」も全面リニューアルを行い、「オランジーナ プルミエルージュ」に改名した。同年6月20日には、ブランド初の炭酸水となる「オランジーナ フレンチスパークリング」を発売。本品は無果汁の場合が多いフレーバー系炭酸水では珍しく、オレンジとレモン果汁を3%ブレンドした果汁入りとなる。また、通常は420ml入りだが、コンビニエンスストアや交通売店では通常品よりも30ml多い450ml入りが販売される。
日本での販売10周年を迎え、中味とパッケージを大幅にリニューアルした「オランジーナ Airy（エアリー）」を2022年5月24日より発売。
2025年4月現在、オランジーナAiryは休売状態。公式SNSの更新は、2024年7月が最後となっている。

## テレビCM
2012年から日本仕様の発売にあたって、「ムッシュはつらいよ」という映画『男はつらいよ』をフランス風にしたパロディCMを制作。その後シリーズ化され、2016年4月まで放映された。配給は本家と同じく松竹が担当していた。車寅次郎をモチーフにした「TORA」にはハリウッド俳優のリチャード・ギアが扮し、源公をモチーフにした「GEN」少年が登場した。
2016年5月に「オランジーナ」及び「ハニーレモンジーナ」のリニューアルに合わせてテレビCMが刷新され、フランス出身の女優、サロメ・デ・マート（Salomé de Maat）が扮する「オランジーナ先生」を主人公とした新シリーズ、「先生登場篇」「人として篇」の放映が開始された。新シリーズでは日本の有名人も起用されており、木村文乃、坂口健太郎、佐藤二朗が同僚の先生を、武田鉄矢が校長先生を、小峠英二が派出所の警察官をそれぞれ演じている。CM曲は、吉田拓郎の1972年の楽曲「結婚しようよ」のフランス語バージョン。CMロケ地は、広島県大崎下島の御手洗。11月には「恋の予感篇」、2017年には「バースディパーティ篇」「おそろ篇」が放送された。
2018年3月には、商品デザインを大幅にリニューアルし、フランス パリ出身の俳優ヴァンサン・カッセルと小峠英二が出演、ナレーションにフランソワーズ・モレシャンを起用した新しいテレビCMシリーズと、各媒体向け広告が始まった。テレビCMを含む動画CMでは、BGMとして「オー・シャンゼリゼ(原題：Les Champs-Élysées)」が使われている。ヴァンサン・カッセル出演部分のロケ地はパリ市街で、小峠英二出演部分は日本のスタジオで別途撮影したものを合成し、両者がパリ市街で共演しているように見せている。キーワードは「C'est la vie (セ・ラ・ヴィ、これも人生さ)」。
その他、アニメーションキャラクターを使用したテレビCMも放送されている。